# Bob R. Simpson
Bob R. Simpson est un homme d'affaires américain ayant fait fortune dans le secteur de la production/extraction et de la distribution de produits pétrogaziers (pétrole conventionnel, gaz de schiste/GNL). Il est le cofondateur de XTO Energy, une société en commandite principale (SCP) qui opère principalement dans le bassin permien de l’ouest du Texas et du Nouveau-Mexique, le bassin de San Juan du Nouveau-Mexique et du Colorado et le bassin de Williston du Montana et du Dakota du Nord. et qui est rapidement devenu l'un des 10 premiers fournisseurs de gaz des Etats-Unis.
Il a annoncé en mars 2025 son départ en retraite au 1er avril 2025 mais tout en restant Président du conseil d’administration de XTO Energy, Y "assurant la continuité et la veille stratégique".
Il est aussi connu comme co-président de l'équipe des Texas Rangers de la Ligue majeure de baseball (MLB) qu'il a racheté en 2010, avec Ray Davis, un autre milliardaire issu du secteur pétrogazier.

## Éducation
Simpson a obtenu une licence en comptabilité, et un MBA de l'Université Baylor.
Il a reçu un Distinguished Alumni Award en 2010.

## Carrière
En 1985, Simpson crée l'entreprise Cross Timbers Oil Company et en préside le conseil d'administration (à partir du 1er juillet 1996).
En 2001, sa société est rebaptisée XTO Energy.
En 2009, alors que XTO Energy est classé 325e au classement Forbes Global 2000, en décembre, ExxonMobil a annoncé une proposition d’acquisition de XTO Energy pour 41 milliards de dollars. La fusion est finalisée en juin 2010 .

## Co-acquisition et co-présidence d'une équipe de baseball à Dallas
En août 2010, Simpson et un autre magnat du pétrole texan, Ray Davis sont les principaux investisseurs dans l'offre gagnante (de 593 millions de dollars) visant à sortir l'équipe de baseball des Texas Rangers de  de la faillite.
Simpson, et l'actionnaire majoritaire Davis, deviennent co-présidents des Rangers, mais restent tous deux, bien qu'actifs pour les décisions importantes, restent en retrait du public, laissant les Rangers entre les mains de l'associé directeur et PDG Chuck Greenberg et du président Nolan Ryan. Ils se présentent principalement comme simples consultants seniors, un arrangement qui a continué après la démission de Greenberg en 2011, faisant de Ryan le chef incontesté de la franchise au quotidien.
En octobre 2010, les Texas Rangers participent aux World Series pour la première fois de l'histoire de la franchise, mais perdent la série contre les Giants de San Francisco.
En octobre 2011, l'équipe a de nouveau atteint les World Series, mais perd à nouveau, cette fois contre les Cardinals de Saint-Louis. Ryan a quitté le groupe propriétaire en 2013. Cependant, Davis et Simpson ont la plupart du temps confié la gestion de l'équipe des Rangers au directeur général Jon Daniels ; ils sont très rarement intervenus publiquement, et alors, officiellement, en tant que consultants seniors. Cela a continué après que Daniels ait été remplacé par Chris Young.

## Musique
En 2012, Simpson et sa femme Janice lancent un label pour les musiciens émergents nommé RayLynn Records. Hear Me, le premier album du musicien rock prometteur Kyle Sherman, a été le premier enregistrement produit par la société.

## Numismatique
Simpson est collectionneur passionné de pièces de monnaie. En 2020, il a vendu une partie de sa collection aux enchères, dont une pièce de dix cents de 1894-S (l'une des neuf pièces connues),.